# Poltys idae
Poltys idae là một loài nhện trong họ Araneidae.
Loài này thuộc chi Poltys. Poltys idae được miêu tả năm 1871 bởi Ausserer.